# Estação Hualqui
A Estação Hualqui é uma das estações do Biotrén, situada em Hualqui, seguida da Estação La Leonera. Administrada pela Ferrocarriles del Sur (FESUR), é uma das estações terminais da Linha 1.
A atual edificação foi inaugurada em 1º de março de 2001. Localiza-se na O-60. Atende o setor de Estación.